# Pete Laframboise
Peter Alfred „Pete“ Laframboise (* 18. Januar 1950 in Ottawa, Ontario; † 19. März 2011 ebenda) war ein kanadischer Eishockeyspieler, der im Verlauf seiner aktiven Karriere zwischen 1967 und 1979 unter anderem 236 Spiele für die California Golden Seals, Washington Capitals und Pittsburgh Penguins in der National Hockey League (NHL) sowie 17 weitere für die Edmonton Oilers in der World Hockey Association (WHA) auf der Position des Centers bzw. linken Flügelstürmers bestritten hat. Darüber hinaus absolvierte Laframboise über 400 Partien in der American Hockey League (AHL), wo er im Jahr 1972 ins AHL First All-Star Team berufen wurde.

## Karriere
Laframboise verbrachte seine Juniorenzeit zwischen 1967 und 1970 in seiner Geburtsstadt Ottawa bei den Ottawa 67’s in der Ontario Hockey Association (OHA). Bereits in der Saison 1966/67 hatte der Mittelstürmer bei deren Ligakonkurrenten Oshawa Generals in der OHA debütiert, allerdings nur eine Begegnung bestritten. Während seiner drei Spielzeiten bei den 67’s steigerte sich der Angreifer kontinuierlich und erreichte in seiner letzten Saison 72 Scorerpunkte, womit er die 70 Punkte aus dem Vorjahr bestätigte. Folglich wurde er im NHL Amateur Draft 1970 in der zweiten Runde an 19. Stelle von den California Golden Seals aus der National Hockey League (NHL) ausgewählt.
Der 20-Jährige wechselte daraufhin zum Spieljahr 1970/71 in den Profibereich und die Organisation der Kalifornier. Laframboise gelang es während seiner ersten beiden Profispielzeiten jedoch nicht, sich für die NHL zu empfehlen. Stattdessen setzten ihn die Golden Seals bei ihren Farmteams in der American Hockey League (AHL) ein. Zunächst stand der Offensivspieler in der Saison 1970/71 für die Providence Reds auf dem Eis, das folgende Spieljahr verbrachte er bei den Baltimore Clippers. Mit seinen 81 Scorerpunkten in 72 Einsätzen, womit er sich um fast 50 Punkte im Vergleich zu seinem Rookiejahr steigerte, empfahl er sich nachhaltig für einen NHL-Kaderplatz bei den California Golden Seals und wurde darüber hinaus auch ins AHL First All-Star Team berufen. Zum Beginn der Saison 1972/73 stand Laframboise schließlich fest im Kader der Golden Seals, nachdem er im Vorjahr bereits fünfmal für das Franchise aufgelaufen war. Er absolvierte 77 Partien und punktete dabei an der Seite von Stan Weir und Reggie Leach 41-mal, konnte die Leistungen in der folgenden Spielzeit mit lediglich 14 Punkten aber nicht annähernd bestätigen. Der Flügelspieler blieb daher für den NHL Expansion Draft 1974 ungeschützt, woraufhin er von den neu gegründeten Washington Capitals ausgewählt wurde. Zwar verbesserten sich seine Offensivstatistiken dort wieder, aber bereits während der Saison 1974/75 trennten sich die Hauptstädter im Januar 1975 in einem Transfergeschäft wieder von ihm. Im Tausch für Ron Jones wurde Laframboise zu den Pittsburgh Penguins geschickt und beendete dort die Spielzeit.
In der Folge kehrte der Offensivspieler, nachdem sein Vertrag am Saisonende ausgelaufen war, der NHL den Rücken und schloss sich im Mai 1975 als Free Agent den Edmonton Oilers aus der World Hockey Association (WHA) an, die zu dieser Zeit mit der NHL in Konkurrenz stand. Die Oilers sicherten sich die Dienste Laframboises, nachdem das Franchise der Los Angeles Sharks, die seit dem WHA General Player Draft im Februar 1972 seine WHA-Transferrechte gehalten hatten, aufgelöst worden war. Er wechselte jedoch nach der Vertragsunterschrift nicht in die WHA, sondern verbrachte die Saison 1975/76 bei den Hershey Bears in der AHL, wo er mit 65 Punkten in 67 Spielen ein gutes Jahr absolvierte und sich so für das folgende Spieljahr einen Platz im Kader der Edmonton Oilers sicherte. Die Oilers setzten ihn insgesamt 17-mal ein, nachdem dem Stürmer allerdings nur fünf Torvorlagen gelangen, wurde er erneut in die AHL geschickt und verbrachte das restliche Spieljahr beiden Springfield Indians. Daran änderte auch eine abermaliger Transfer im September 1977 nichts, als er gemeinsam mit Danny Arndt und Chris Evans an die Birmingham Bulls abgegeben wurde. Im Gegenzug wechselten Lou Nistico und Jeff Jacques zu den Oilers. Laframboise ging auch in der Saison 1977/78 weiterhin für die Indians in der AHL auf Punktejagd. Nachdem er die Spielzeit 1978/79 ebenfalls komplett in der AHL bei den Binghamton Dusters bestritten hatte, beendete der 29-Jährige im Sommer 1979 seine aktive Karriere.
Laframboise verstarb im März 2011 im Alter von 61 Jahren in seiner Geburtsstadt Ottawa.

## Erfolge und Auszeichnungen
- 1972 AHL First All-Star Team

## Karrierestatistik
(Legende zur Spielerstatistik: Sp oder GP = absolvierte Spiele; T oder G = erzielte Tore; V oder A = erzielte Assists; Pkt oder Pts = erzielte Scorerpunkte; SM oder PIM = erhaltene Strafminuten; +/− = Plus/Minus-Bilanz; PP = erzielte Überzahltore; SH = erzielte Unterzahltore; GW = erzielte Siegtore; 1 Play-downs/Relegation; Kursiv: Statistik nicht vollständig)